# Casas Próximas
Casas Próximas é um sítio povoado da freguesia de Santo António do Funchal, concelho do Funchal, Ilha da Madeira.
O nome do sítio deriva das primitivas habitações que foram sendo construídas em torno do primitivo núcleo populacional, provavelmente uma fazenda povoada com capela. Localiza-se aqui a Igreja Paroquial, a casa do pároco com passal anexo e a Quinta de Santo António.